# Convention de Tientsin
La Convention de Tientsin, aussi connue sous le nom de Convention ou Traité de Tianjin est un traité passé entre le Japon et la Chine de Qing au sujet de leurs présences en Corée. Il est signé le 18 avril 1885 à Tianjin. Il intervient à un moment où les deux pays signataires cherchent de manière antagoniste à renforcer leurs présences en Corée, après l'échec du coup d'État de Gapsin en 1884 par une faction pro-japonaise, réprimé par les forces chinoises et alors que la Chine est occupée par la guerre franco-chinoise au Tonkin.
Le contenu de la convention, négociée par Li Hongzhang et Itō Hirobumi, est le suivant, :
1. Les deux nations s'engagent à retirer leurs troupes de Corée dans un délai de quatre mois.
2. Il sera conseillé au roi de Corée, Gojong, d'engager des instructeurs militaires provenant d'une nation tierce pour assurer la modernisation et l'entraînement de l'armée coréenne.
3. Aucune des deux nations n'enverra de troupes en Corée sans en avoir préalablement informé l'autre.

Cette convention est inefficace, et dès 1894 éclate la Première guerre sino-japonaise, avec pour casus-belli l'influence de chacun dans la péninsule coréenne.